# Alessandra Amoroso
Alessandra Amoroso (Galatina, 12 de agosto de 1986) es una cantante italiana. En el año 2009 es la ganadora de la octava temporada del show de talentos Amici di Maria De Filippi, donde también gana la edición Big (undécima temporada) en 2011. 
En 2014 se convirtió en la primera artista femenina italiana nominada a Best Worldwide Act en los MTV Europe Music Awards, luego de ganar las categorías Best Italian Act y Best Europe South Act.

## Carrera artística

### Inicios y la victoria de Amici
Desde joven participó en numerosas competiciones a nivel local. En junio de 2007 gana la segunda edición del concurso pugliese Fiori di Pesco.
A sus 17 años participa por primera vez de las pruebas para el programa de talentos Amici di Maria De Filippi, donde es descartada. Posteriormente, en 2008, vuelve a participar, y luego de varias pruebas, consigue entrar a la escuela de Amici en la octava edición. En enero de 2009 pasa a la "fase serale" del programa. El 25 de marzo de 2009 se corona como campeona, obteniendo un premio de 200.000 euros. Además, es reconocida con el Premio de la Crítica, lo que le da una beca de estudios equivalente a 50.000 euros.
Su primer sencillo es Immobile, con el cual consigue la primera posición en la clasificación italiana (FIMI) y es certificado disco de platino.

### Post-Amici: Stupida
El 27 de marzo de 2009 es lanzado el segundo sencillo de la cantante, Stupida, canción que ya había presentado durante la final de Amici di Maria De Filippi. El sencillo obtiene un gran éxito, colocándose en la primera posición del ranking de singles digitales más descargados. La canción acompaña la salida del primer EP de la cantante, publicado el 10 de abril de 2009, con la etiqueta de Sony Music. El disco desde su publicación fue un éxito, se convierte en disco de oro gracias a las preórdenes; sucesivamente se certifica triple disco de platino por otras 180.000 copias vendidas. El 6 de junio de 2009, Alessandra recibe dos Wind Music Awards multiplatino en la Arena de Verona por las ventas del EP Stupida.
Durante el verano de 2009, Alessandra comienza el "Stupida Tour" junto con varias participaciones y espectáculos musicales. El 16 de mayo del mismo año, en Turín, participa de Amici: La Sfida dei talenti, un espectáculo conducido por Maria De Filippi con algunos de los protagonistas de las primeras ocho ediciones del show, que fueron sucesivamente trasmitidas por Canale 5.
El 21 de junio de 2009, Alessandra participa del concierto de beneficencia "Amiche per l'Abruzzo" ideado por Laura Pausini en el estadio de San Siro de Milán, junto a casi cincuenta artistas, en ayuda del terremoto de Abruzzo.

### Senza Nuvole: El primer álbum
El 31 de julio de 2009, Sony comunica oficialmente que el 25 de septiembre es la fecha de publicación del primer álbum de inéditos de la cantante: Senza nuvole, disponible también en DVD. El álbum viene anticipado del sencillo Estranei a partire da ieri, que es trasmitido en radios a fines de agosto.
El 8 de octubre presenta por primera vez en vivo el disco en el "Limelight" de Milán con ingreso reservado a los ganadores de diversos concursos establecidos por Radio Kiss Kiss, patrocinadores , entre otras cosas del evento por Fornarina, MTV y de fansblog, así como por la propia Sony, a través del contenido OpenDisc en el álbum Senza Nuvole. Los fanes pudieron asistir a la presentación del concierto en 37 cines seleccionados en toda Italia que transmitieron el evento en vivo a través de sátelites en alta definición. El evento fue repetido el 20 de diciembre de 2009 por Canal Italia 1.
El álbum debuta en la primera posición y la mantiene durante cuatro semanas consecutivas.
El segundo sencillo es la canción que da nombre al álbum: Senza Nuvole,  el cual enseguida es certificado disco de platino y es la banda sonora de Amore 14, película de Federico Moccia. En el mes de noviembre la cantante acompaña a Gianni Morandi en la conducción de Grazie a tutti. Junto a Morandi, entre otras cosas, graba el dueto Credo nell'amore perteneciente al álbum del cantante Canzoni da non perdere.

### Il mondo in un secondo y Cinque passi in più
El 1 de septiembre de 2010, la canción La mia storia con te fue lanzada como sencillo, que posteriormente fue certificado como disco de platino, abriendo paso a la publicación del segundo álbum Il mondo in un secondo. Este álbum fue certificado como cuádruple disco de platino por haber vendido más de 200.000 copias, además de darle a la cantante un premio en los Wind Music Awards 2011. En noviembre es lanzado el segundo sencillo: Urlo e non mi senti. Posteriormente realiza una gira, titulada Il mondo in un secondo Tour, constituido por dos conciertos en diciembre de 2010, uno de los cuales fue transmitida por Italia 1 el 25 de diciembre, y más conciertos a partir de marzo de 2011. Junto con el inicio de la gira, fue lanzado el tercer sencillo del álbum: Niente, cover de la conocida canción Mientes de la banda mexicana Camila, seguido de un cuarto sencillo: Dove sono i colori.
El 23 de septiembre de 2011 es anunciado el lanzamiento de un álbum en vivo en el mes de diciembre, que además contendría cinco canciones inéditas. Una de estas canciones, È vero che vuoi restare es publicada como sencillo el 4 de noviembre de 2011, que posteriormente es certificada como disco de oro, aproximadamente un mes antes del lanzamiento del disco en vivo Cinque passi in più. El álbum es publicado el 5 de diciembre de 2011 alcanzando la segunda posición de la clasificación italiana, siendo certificado como disco de platino. El 20 de enero de 2012 es publicado el segundo sencillo: Ti aspetto.
Un mes antes del Festival de la Canción de San Remo, es anunciada su participación como invitada a la noche de duetos, para interpretar la canción Non è l'inferno junto a Emma Marrone. Esta versión se encuentra en la reedición del disco Sarò Libera de Emma, publicada el 15 de febrero de 2012. Durante el mismo mes, Alessandra recibe una nominación a los Kids' Choice Awards 2012 en la categoría "Mejor cantante italiano".

### El regreso a Amici y Ancora di più - Cinque passi in più
El 31 de marzo de 2012, Alessandra Amoroso regresa al show de talentos Amici di Maria De Filippi, a participar de una edición especial que cuenta con nueve de los concursantes anteriores del programa. Durante éste presenta su nuevo sencillo: Ciao, que posteriormente es certificado como disco de oro, y que forma parte de la reedición de Cinque passi in più, publicada el 22 de mayo de 2012, bajo el nombre de Ancora di più - Cinque passi in più, que contiene 3 canciones inéditas, además de las 5 presentes en la versión anterior. Luego de una semana de lanzamiento, el álbum ocupa el primer puesto de la clasificación italiana. El 26 de mayo es premiada en los Wind Music Awards por las ventas del disco.
Termina siendo la vencedora de la categoría "Big" de la undécima temporada del programa Amici, ganándose la posibilidad de realizar un concierto en la Arena de Verona, el cual decide compartir con Emma. El concierto es realizado el 5 de septiembre y transmitido por Canale 5 el día siguiente, donde tuvo como invitados a Pino Daniele, Fiorella Mannoia, Marco Carta y Annalisa Scarrone.

### Amore Puro y concierto en la Arena de Verona
El 13 de abril de 2013 se presenta como invitada en el duodécima edición del programa "Amici di Maria De Filippi" para cantar junto a un concursante, en esta ocasión anuncia el lanzamiento de su nuevo álbum para el mes de septiembre del mismo año. El 11 de mayo se presenta junto a otros artistas en la Piazza del Duomo de Milán por el concierto organizado por Radio Italia. El 27 de mayo a través de un comunicado publicado en Facebook anuncia que el nuevo álbum será producido por el cantautor Tiziano Ferro. Anticipado por el sitio web de la tienda Mondadori, la cantante confirma el 16 de agosto su fecha de lanzamiento y el nombre del nuevo álbum: Amore Puro, enseguida el 21 de ese mismo mes publica la portada del disco en su página oficial de Facebook. El primer sencillo, que tiene el mismo título del álbum, sale el 30 de agosto, debutando en la posición número 4 de la clasificación italiana y ha sido certificado disco de platino. El álbum, Amore Puro es publicado el 24 de septiembre de 2013. El 11 de octubre del mismo año, luego de dos semanas de publicación, la FIMI certifica el álbum disco de oro por las 30.000 copias vendidas, y, posteriormente, es certificado doble disco de platino, por haber vendido otras 100.000 copias.
El 29 de octubre se publica un álbum tributo a Lucio Dalla de Fiorella Mannoia titulado A te, en él se encuentra un dueto entre Mannoia y Amoroso en la canción La sera dei miracoli.
El 15 de noviembre es lanzado en radios el segundo sencillo: Fuoco d'artificio y tres meses después, en el programa Amici di Maria De Filippi el 15 de febrero de 2014 se lanza un tercer sencillo: Non devi perdermi, que es certificado como disco de oro tras vender 15.000 copias.
El 3 de mayo de 2014 canta el himno italiano antes de la final de la Copa Italia de fútbol 2013-2014. En los días posteriores la participación de Francesco Renga en el Festival de la Canción de San Remo del 2014, se publica el álbum del cantante, titulado Tempo Reale, que contiene un dueto con Alessandra, titulado L'amore altrove, publicado como sencillo el 9 de enero de 2015.
El 19 de mayo tiene lugar su concierto en la Arena de Verona, en el cual contó con la participación de destacados artistas de la escena italiana, presentando diversos duetos con la cantante. En orden de aparición, estos artistas fueron: Emma, Annalisa, Moreno, Fiorella Mannoia, el cómico Giorgio Panariello y Marco Mengoni. El espectáculo, llamado "Alessandra Amoroso in Amore Puro", ha sido grabado bajo la producción y dirección de Roberto Cenci y transmitido el 30 de julio de 2015 por Canale 5.
El 21 de junio de 2014, Alessandra gana el premio "Wonder Woman" en los MTV Awards 2014, superando a otras candidatas tales como Katy Perry, Laura Pausini y Miley Cyrus.
En junio del mismo año participa en el CocaCola Summer Festival, donde gana en la tercera noche con la canción Non devi perdermi. El 27 de junio publica su cuarto sencillo: Bellezza, incanto e nostalgia, certificado disco de oro por haber vendido más de 15.000 copias.
El 24 de octubre se publica el quinto sencillo: L'hai dedicato a me.

### Victoria en los MTV EMA como "Best Italian Act" y "Best Europe South Act"
El 16 de septiembre de 2014, Alessandra se adjudica su quinta nominación en la categoría Best Italian Act para los MTV Europe Music Awards 2014, a través de una votación mediante Twitter. El 30 de octubre gana el premio de Best Europe South Act, sueprando a Enrique Iglesias (España), Indila (Francia), David Carreira (Portugal) y Vegas (Grecia).  Esta victoria le permite representar al Sur de Europa y estar entre los diez finalistas mundiales a competir por el premio Worldwide Act, ganado por la artista china Bibi Zhou, en el show realizado el 9 de noviembre en el SSE Hydro de Glasgow.

### A mio modo vi amo y colaboraciones
El 22 de enero de 2015 la cantante anuncia en su página de Facebook, el lanzamiento de un libro escrito por ella que reúne varias historias y pensamientos escritos por sus fanes. El libro se titula A mio modo vi amo y se publica el 10 de marzo de 2015. En tan solo una semana alcanza el número uno en ventas y en menos de un mes se realiza una reedición del mismo.
En los primeros días de febrero la cantante alcanza dos logros importantes: 100 millones de visualizaciones en su canal oficial de Vevo y supera 1 millón de copias vendidas, obteniendo 16 discos de platino por sus discos publicados en tan solo cinco años de carrera.
El 9 de febrero es protagonista de la revista Rolling Stone Italia, en el número titulado "Le 100 facce della musica italiana", que junta los rostros más influyentes en el panorama musical italiano contemporáneo.
El 14 de junio de 2015, Alessandra gana por segunda vez el premio Wonder Woman en los MTV Awards 2015, superando a Annalisa, Ariana Grande y Taylor Swift.
El 21 de junio se presenta frente al Papa Francisco, en Turín, cantando el himno oficial de la reunión de jóvenes compuesto exclusivamente para la visita papal.
El 28 de julio se publica en sencillo A tre passi da te, del grupo Boom Da Bash, cantado a dueto con la cantante. El mismo día, Alessandra anuncia tener dos nudos en las cuerdas vocales y el 29 de julio enfrenta la intervención, de la cual salió bien.

### Alessandra Amoroso, el primer álbum en español
El 15 de mayo de 2015 se publica el primer sencillo en español de la cantante, titulado Grito y no me escuchas, versión traducida al italiano de la canción Urlo e non mi senti. El sencillo consigue un buen resultado, sobre todo en México.
Con un comunicado de prensa, Sony Music España, revela que el primer disco en español de la artista italiana será homónimo y saldrá a la venta en todas las tiendas físicas y digitales el 18 de septiembre de 2015. El álbum contiene 12 canciones adaptadas al español y que fueron éxito en Italia, más un inédito grabado especialmente para este proyecto, del título Me siento sola, escrito y cantado a dueto con Mario Domm, cantante y miembro de Camila, que es publicado como segundo sencillo el 30 de julio de 2015 solamente en los países latinos. El sencillo inmediatamente adquiere éxito radiofónico en España, donde aparece entre las canciones más transmitidas en radio. También en México, adquiere la sexta posición de la lista de canciones más transmitidas y permanece allí en top ten por nueve semanas consecutivas. Además, en Argentina alcanzó el puesto número 25 en iTunes, lo que logró que se convirtiera en el tema central de la serie de televisión turca Sila, transmitida por Telefe. 
Luego del lanzamiento, el álbum alcanza la posición #31 en España y desciende solamente a la #39 después de 7 semanas. Además, entra en el top 100 de iTunes de países como México y Chile.
En el mes de noviembre, Alessandra inicia un tour promocional por varios países de América, comienza en Costa Rica y se exhibe en los Estados Unidos por primera vez en vivo por televisión. A fin de mes Alessandra regresa a Latinoamérica con su tour promocional en México y Argentina.
El 22 de enero de 2016 se publica el tercer sencillo oficial: Este amor lo vale, adaptación en español del tema È vero che vuoi restare.

### Vivere a colori
El 7 de noviembre de 2015 presenta por primera vez el sencillo Stupendo fino a quì, durante su aparición en el programa televisivo Tú si que vales. El sencillo, pequeña muestra de su nuevo álbum, se lanza en rotación radiofónica el 13 de noviembre y es lanzado gratuitamente en su página oficial de Facebook.
La cantante, el 11 de diciembre anuncia el nuevo álbum, el sexto en estudio, titulado Vivere a colori, que será lanzado el 15 de enero de 2016. El mismo día
anuncia dos fechas del Vivere a Colori Tour.
El 15 de enero de 2015 se lanza el álbum en todas las plataformas digitales y tiendas italianas. En el primer día de su publicación, alcanza un buen éxito a nivel nacional, posicionándose directamente en el primer lugar de iTunes Italia. Éxito también a nivel internacional, entrando en top 10 de iTunes en Malta y Suiza, en top 100 de diferentes países de Europa y top 200 en México, Ecuador e Irlanda. El 22 de enero obtiene la certificación de disco de oro por las 25.000 copias vendidas, la misma semana el álbum se posiciona #18 en la lista de discos más vendidos en el mundo. El 15 de febrero, a un mes de su lanzamiento, el álbum es certificado disco de platino por 50.000 copias vendidas.
El 26 de febrero de 2016 se publica el segundo sencillo, Comunque Andare, certificado como disco de oro por vender 25.000 copias.

## Datos discográficos
En relación con otros cantantes provenientes de un talent show italiano resulta ser: 
∙ La artista con el mayor número de álbumes en primera posición y la única a tener cada álbum de estudio en el número uno de la FIMI.
∙ La artista con el mayor número de discos de platino obtenidos con sus álbumes.
∙ Artista femenina con mayor número de visualizaciones en su canal oficial Vevo de Youtube (hasta el 2014).
La artista ha conquistado un total de 21 discos de platino y 6 discos de oro según la FIMI hasta hoy.

## Filantropía
Desde los inicios de su carrera Alessandra Amoroso ha adherido a conciertos y manifestaciones benéficas como Amiche per l'Abruzzo, O'Scià. 
Entre otras cosas comenzó con la iniciativa "Aiutiamo Francesco" para apoyar a un niño nacido prematuro muy enfermo.
El 24 de septiembre de 2013, Sony Music publica la recopilación Pink Is Good, en la cual Alessandra participa con la canción Prenditi cura di me; lo recaudado ha sido donado a la Fundación Umberto Veronesi para la lucha contra el cáncer de mama.
En el 2014 es protagonista del spot FOX4DEV, una asociación que apoya a Make-a-whish Italia Onuls, con una campaña para recaudar fondos con el objetivo de realizar los sueños de niños con graves enfermedades y regalarles una experiencia emotiva para que tengan fuerzas para combatir y poder vencer la enfermedad. La música del spot es la canción L'hai dedicato a me. 
En el 2015 participa de la gran Fiesta de los Jóvenes en Turín, presente como testimonio del proyecto "Bambini dell'Unitalsi", durante la cual canta un himno escrito especialmente para esta ocasión por Marco Brusati y Massimo Versaci. En el evento participa también el Papa Francisco.

## Premios, nominaciones y reconocimientos

### Premios

#### 2009
∙ Ganadora de la octava edición de Amici.
∙ Ganadora del premio de la crítica en la octava edición de Amici.
∙ Wind Music Award por las ventas del EP Stupida y de la recopilación Scialla (recopilado junto a los colegas de Amici).
∙ Premio Roma Videoclip por el video musical de Senza Nuvole. 
∙ Talento Donna en el 2009, por haber demostrado su talento y por ser distinta en el ámbito femenino a sus otras colegas.
∙ Premio de la crítica de "Musica e Dischi" por el EP Stupida como mejor debut.

#### 2010
∙ Wind Music Award por las ventas de Senza nuvole (multiplatino).
∙ Premio Barocco.

#### 2011
∙ Wind Music Award por las ventas del álbum Il mondo in un secondo (multiplatino).

#### 2012
∙ Ganadora de la undécima edición de Amici en la categoría Big.
∙ Wind Music Award por las ventas de Cinque passi in più (multiplatino)
∙ Rockol Awards como mejor canción italiana con Ciao.
∙ Rockol Awards como mejor video italiano con Ciao.

#### 2013
∙ Mtv Autumn Clash como mejor álbum con Amore puro.
∙ Rockol Awards como mejor canción italiana con Amore puro.

#### 2014
∙ Music Awards 2014 por las ventas de Amore puro (platino).
∙ Mtv Love Clash como mejor sencillo para San Valentín con Fuoco d'artificio.
∙ Mtv Awards 2014: Wonder Woman.
∙ CocaCola Summer Festival: Non devi perdermi Canción del verano.
∙ Notte di Note Mediterranee Premio a al excelencia: Personaje del año.
∙ Mtv EMA 2014: Best Italian Act.
∙ Mtv EMA 2014: Best Europe South Act.

#### 2015
∙ Sorrento premia una estrella.
∙ Onstage Awards: Migliore fan base.
∙ Mtv Awards 2015: Wonder Woman.

### Nominaciones

#### 2010
∙ TRL Awards 2010 en la categoría Mtv First Lady
∙ TRL Awards 2010 en la categoría My TRL Best Video.

#### 2012
∙ Kid's Choice Awards 2012 en la categoría mejor cantante italiano.

#### 2014
∙ Kid's Choice Awards 2014 en la categoría mejor cantante italiano.
∙ Mtv EMA 2014: Worldwide Act.
∙ World Music Award como mejor artista live en el mundo.
∙ World Music Award como mejor video en el mundo.
∙ World Music Award como mejor artista femenina del milenio.
∙ Music Award como mejor álbum internacional por Amore puro.
∙ World Music Award como mejor animador en el mundo durante el año.

#### 2015
∙ Mtv Love Clash como mejor sencillo para San Valentín con Non devi perdermi: 2.º lugar.
∙ Mtv Awards 2015: Artist saga.

#### 2016
∙ Bama Music Awards: Miglior artista italiano

## Discografía

### Álbumes
| Año  | Nombre | Listas | Listas | Listas | Ventas y certificaciones                         |
| Año  | Nombre | ITA    | SWI    | SPA    | Ventas y certificaciones                         |
| ---- | --- | ------ | ------ | ------ | ------------------------------------------------ |
| 2009 | Senza nuvole - Lanzado a la venta: 2009 - Discográfica: Sony BMG, Ricordi - Formatos: CD, descarga digital                        | 1      | 63     | -      | - Certificación en Italia: 4xPlatino (200.000+)  |
| 2010 | Il mondo in un secondo - Lanzado a la venta: 2010 - Discográfica: Sony BMG, Ricordi - Formatos: CD, descarga digital              | 1      | 28     | -      | - Certificación en Italia: 4xPlatino (200.000+)  |
| 2011 | Ancora di più - Cinque passi in più - Lanzado a la venta: 2011 - Discográfica: Sony BMG, Ricordi - Formatos: CD, descarga digital | 1      | 68     | -      | - Certificación en Italia: 3x Platino (150.000+) |
| 2013 | Amore puro - Lanzado a la venta: 2013 - Discográfica: Sony BMG, Ricordi - Formatos: CD, descarga digital                          | 1      | 40     | -      | - Certificación en Italia: 2x Platino (100.000+) |
| 2015 | Alessandra Amoroso - Lanzado a la venta: 2015 - Discográfica: Sony BMG, Ricordi - Formatos: CD, descarga digital                  | -      | -      | 31     |                                                  |
| 2016 | Vivere a colori - Lanzado a la venta: 2016 - Discográfica: Sony BMG, Ricordi - Formatos: CD, descarga digital                     | 1      | 22     | -      | - Certificación en Italia: Platino (50.000+)     |

### EP
| Año  | Nombre                                                                                                | Listas | Ventas y certificaciones                        |
| Año  | Nombre                                                                                                | ITA    | Parametri FIMI                                  |
| ---- | --- | ------ | ----------------------------------------------- |
| 2009 | Stupida - Lanzado a la venta: 2009 - Discográfica: Sony BMG, Ricordi - Formatos: CD, descarga digital | 1      | - Certificación en Italia: 3xPlatino (180.000+) |

### Singles
| Año  | Título                                       | Listas de éxitos | Listas de éxitos | Listas de éxitos | Listas de éxitos | Ventas y certificaciones | Álbum                  |
| Año  | Título                                       | ITA              | SWI              | GRE              | MEX              | Ventas y certificaciones | Álbum                  |
| ---- | -------------------------------------------- | ---------------- | ---------------- | ---------------- | ---------------- | ------------------------ | ---------------------- |
| 2009 | Immobile                                     | 1                | —                | —                | —                | - Italia: Platino        | Stupida                |
| 2009 | Stupida                                      | 1                | 64               | —                | —                |                          | Stupida                |
| 2009 | Estranei a partire da ieri                   | 6                | —                | —                | —                |                          | Senza nuvole           |
| 2009 | Senza nuvole                                 | 6                | —                | —                | —                | - Italia: Platino        | Senza nuvole           |
| 2010 | Mi sei venuto a cercare tu                   | 29               | —                | 10               | —                | —                        | Senza nuvole           |
| 2010 | Arrivi tu                                    | 38               | —                | —                | —                |                          | Senza nuvole           |
| 2010 | La mia storia con te                         | 2                | —                | —                | —                | - Italia: Platino        | Il mondo in un secondo |
| 2010 | Urlo e non mi senti / Grito Y No Me Escuchas | 27               | —                | —                | 22               | —                        | Il mondo in un secondo |
| 2011 | Niente                                       | —                | —                | —                | —                | —                        | Il mondo in un secondo |
| 2011 | Dove sono i colori                           | —                | —                | —                | —                | —                        | Il mondo in un secondo |
| 2011 | È vero che vuoi restare/ Este amor lo vale   | 13               | —                | —                | —                | - Italia: Oro            | Cinque passi in più    |
| 2012 | Ti aspetto                                   | 51               | —                | —                | —                | —                        | Cinque passi in più    |
| 2012 | Ciao                                         | 11               | —                | —                | —                | - Italia: Oro            | Cinque passi in più    |
| 2013 | Amore puro                                   | 4                | —                | —                | —                | - Italia: Platino        | Amore puro             |
| 2013 | Fuoco d'artificio                            | 49               | —                | —                | —                | —                        | Amore puro             |
| 2014 | Non devi perdermi                            | 25               | —                | —                | —                | - Italia: Oro            | Amore puro             |
| 2014 | Bellezza, incanto e nostalgia                | 18               | —                | —                | —                | - Italia: Oro            | Amore puro             |
| 2014 | L'hai dedicato a me                          | —                | —                | —                | —                | —                        | Amore puro             |
| 2015 | Me siento sola (feat. Mario Domm)            | —                | —                | —                | 6                | —                        | Alessandra Amoroso     |
| 2015 | Stupendo fino a qui                          | 3                | —                | —                | —                | —                        | Vivere a colori        |
| 2016 | Comunque andare                              | 11               | —                | —                | —                | —                        | Vivere a colori        |